# Gloire (phénomène optique)
Pour les articles homonymes, voir Gloire.

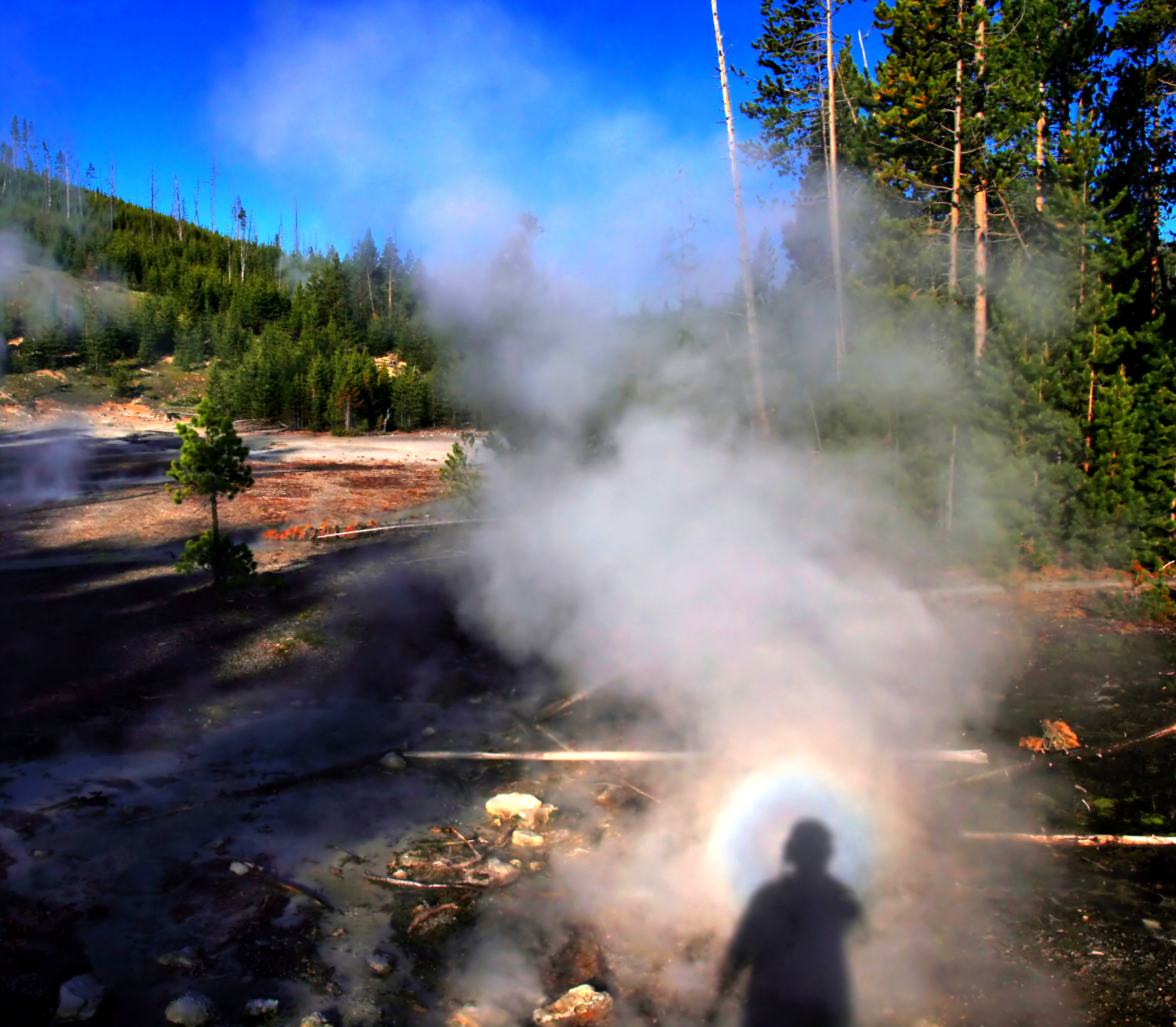
Gloire produite par la vapeur d'une source thermale.

Une gloire est un phénomène optique entourant un objet matériel, ayant la forme d'une ellipse aux couleurs de l'arc-en-ciel. Il s'agit d'une ou plusieurs séries d'anneaux colorés vus par un observateur autour de son ombre portée sur un nuage constitué principalement par de nombreuses petites gouttelettes d'eau, sur du brouillard ou, mais très rarement, sur de la rosée. Le phénomène est beaucoup plus petit qu'un arc-en-ciel, 5° à 20° d'ouverture par rapport au centre, et son diamètre dépend de la grosseur des gouttelettes. Il s'agit d'une forme d'anthélie. 
En Europe, la plus connue des gloires est celle qui est souvent associée au spectre de Brocken. 

## Principe

Exemples de patron de diffusion selon la taille des diffuseurs versus la longueur d'onde. De gauche à droite : de Rayleigh (régime d'homogénéisation), de diffusion Mie pour de petites particules (régime résonnant) et pour de grosses particules (tendant vers régime spéculaire). L'onde incidente arrive par la gauche.

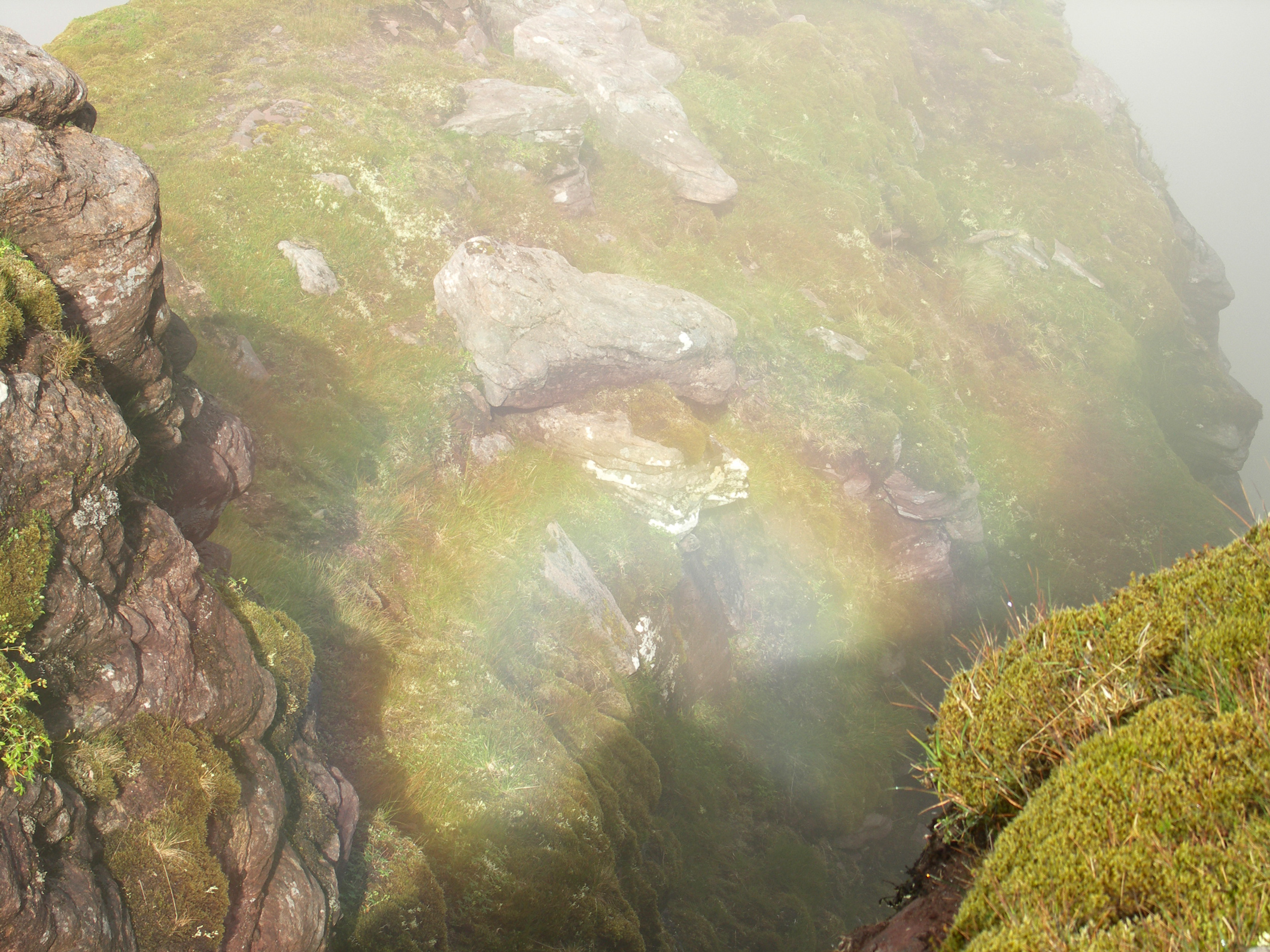
Gloire photographiée par un promeneur sur la montagne An Teallach, Écosse.

La diffusion de la lumière est le phénomène par lequel le rayonnement est dévié dans de multiples directions (on peut parler d'« éparpillement ») par une interaction avec d'autres objets. Elle peut être également répartie dans toutes les directions (isotrope) ou obéir à un patron de réémission bien particulier selon le milieu traversé (anisotrope). En particulier, la partie de l'onde incidente qui est retournée dans la direction d'où elle a été émise est appelée rétrodiffusion. On voit sur le diagramme que la rétrodiffusion spéculaire, comme celles sur les gouttes de nuages, se fait sur un angle restreint et est une portion importante de la réflexion du rayonnement dans les particules présentes dans l'atmosphère.  
D'autre part, la diffusion peut avoir lieu à la rencontre d'une interface entre deux milieux (dioptre), ou à la traversée d'un milieu (cas de la décomposition de la lumière par un prisme ou effet de l'arc-en-ciel). Dans ce dernier cas, la lumière du soleil est d'abord réfractée en pénétrant la surface de la goutte, subit ensuite une réflexion partielle à l'arrière de cette goutte et est réfractée à nouveau en sortant. L'effet global est que la lumière entrante est principalement réfléchie vers l'arrière sous un angle qui dépend de la longueur d'onde (la couleur) des composantes de la lumière. La lumière bleue qui est réfractée a un plus grand angle que la lumière rouge, mais en raison de la réflexion totale, la lumière rouge apparaît plus haut dans le ciel et forme la couleur externe du dégradé de couleurs.
Une gloire est ainsi provoquée par la rétrodiffusion de rayons lumineux passant dans les gouttelettes d'eau d’un nuage, d'un brouillard ou même de la rosée. Elle apparaît lorsque l’observateur se trouve entre le Soleil et la source de rétrodiffusion. Elle est visible sous forme d'un halo qui entoure l'ombre de l'observateur. Elle n'est visible que pour ce dernier ou quelqu'un dans la même ligne de visée car l'intensité de la rétrodiffusion devient nulle rapidement dès qu'on s'éloigne vers la droite ou la gauche.

## Mention des gloires
En sciences

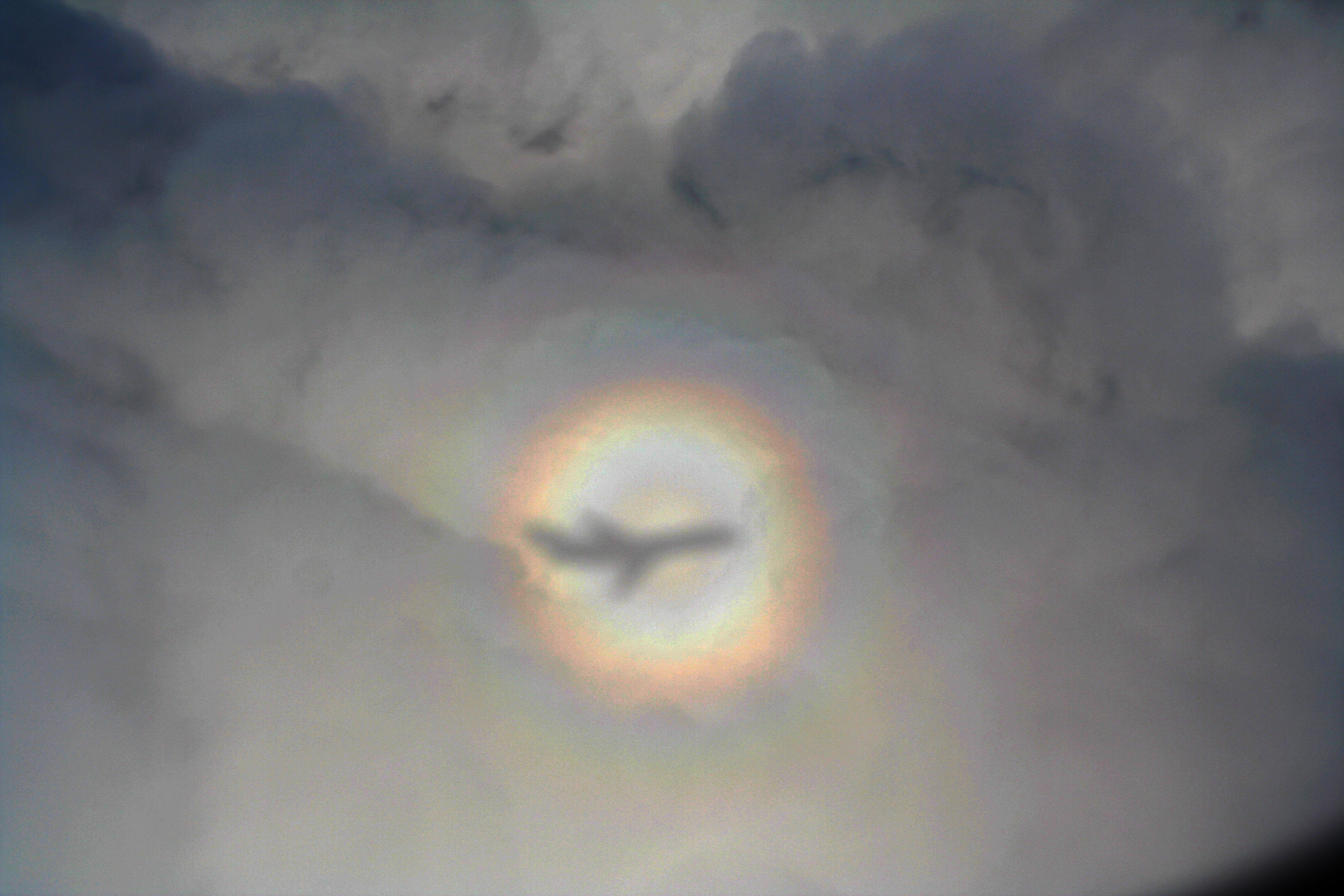
Gloire autour de l'ombre d'un avion

Charles Wilson a aperçu une gloire en travaillant à la station météorologique de Ben Nevis. La vision l'a tellement impressionné qu'il a développé un appareil pour générer des nuages artificiels afin de pouvoir recréer en laboratoire les conditions nécessaires à ce phénomène. Son travail a mené à la chambre à brouillard qu'il utilisa avec Arthur Compton pour la détection des radiations ionisantes qui leur a valu le prix Nobel de physique en 1927.
Depuis l'espace

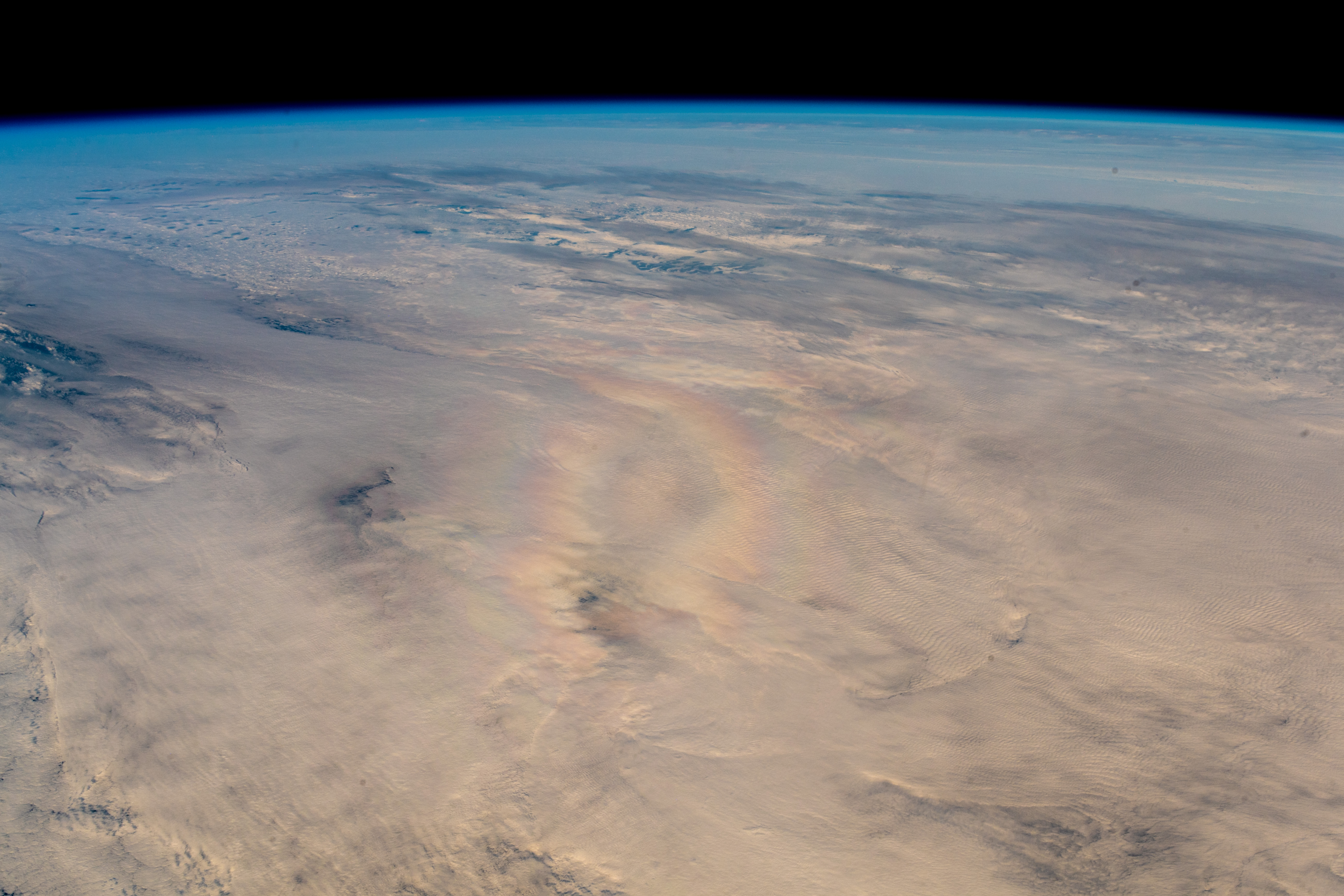
Gloire photographiée depuis la station spatiale internationale par l'astronaute allemand Alexander Gerst.

Alexander Gerst a photographié le 14 septembre 2018 de la station spatiale internationale (ISS) une gloire, un phénomène très rare à cette altitude (400 km). Même si l'atmosphère s'étend jusqu'à plus de 480 km, observer une gloire demande des conditions très particulières dont notamment la présence de beaucoup d'humidité dans les couches hautes de l'atmosphère. L'ombre de la station n'est pas visible au centre à cause de l'altitude trop élevée de celle-ci. 
En littérature
Leo Frankowski a utilisé le phénomène comme point important de sa saga Conrad Stargard (en). Le personnage principal est envoyé au XIIIe siècle et doit y affronter de nombreuses aventures, y compris échapper à l'invasion mongole de 1241. Dans le troisième volume, The Radiant Warrior, le héros met sur pied une armée moderne et utilise ses connaissances sur les gloires pour faire croire à ses recrues qu'ils sont invincibles. À une autre occasion, il impressionne le fils du duc de Pologne, un homme très religieux, avec le phénomène et réussit ainsi à obtenir une aide financière.
L'auteur écossais du XVIIe siècle James Hogg utilise une gloire dans son livre The Private Memoirs and Confessions of a Justified Sinner. Le héros George Colwan marche au sommet de la colline Arthur's Seat quand il voit un halo autour de son ombre dans la brume devant lui et l'ombre d'un géant menaçant derrière lui. Le premier est sa gloire et le second un spectre de Brocken provenant de son demi-frère venu pour le tuer.